# ثورة أيلول

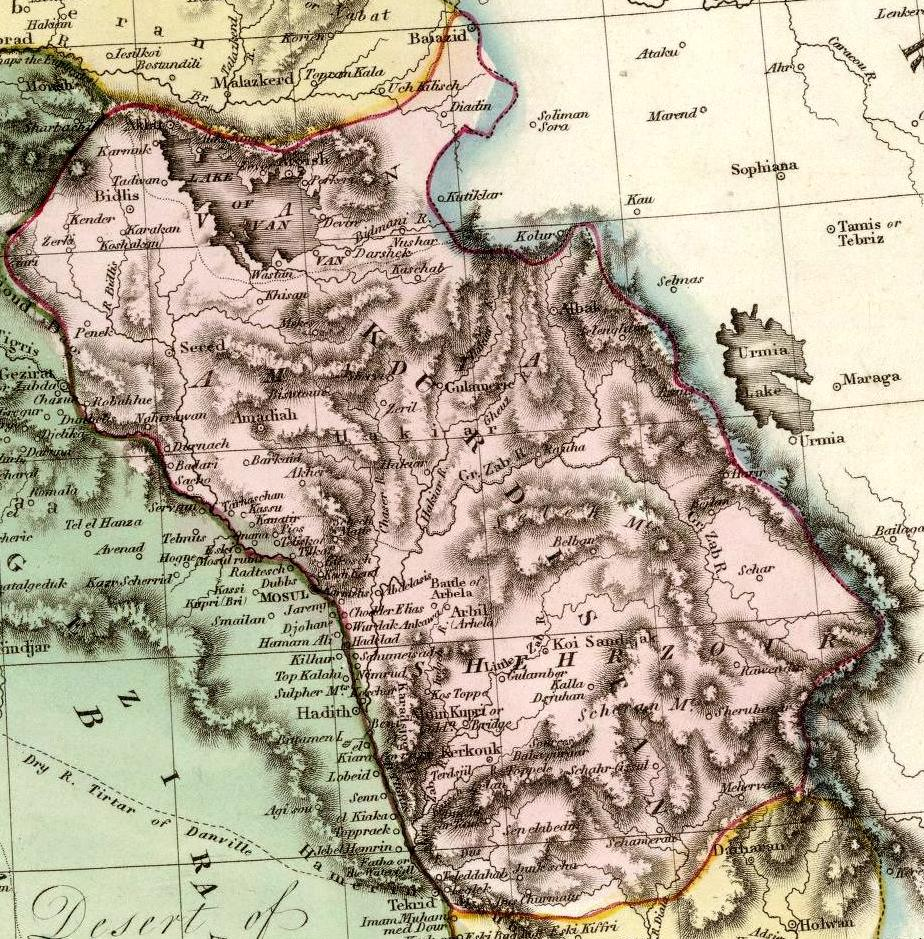
خريطة من عام 1813 تظهر كردستان باللون الزهري، وتشمل مناطق من جنوب شرق تركيا وشمال غرب إيران وشمال شرق العراق، والحد الغربي لها هو الخط الواصل بين شرق جزيرة ابن عمر وشرق الموصل وشرق تكريت التي يتجه عندها شرقا ثم شمالا شرقا إلى داخل إيران

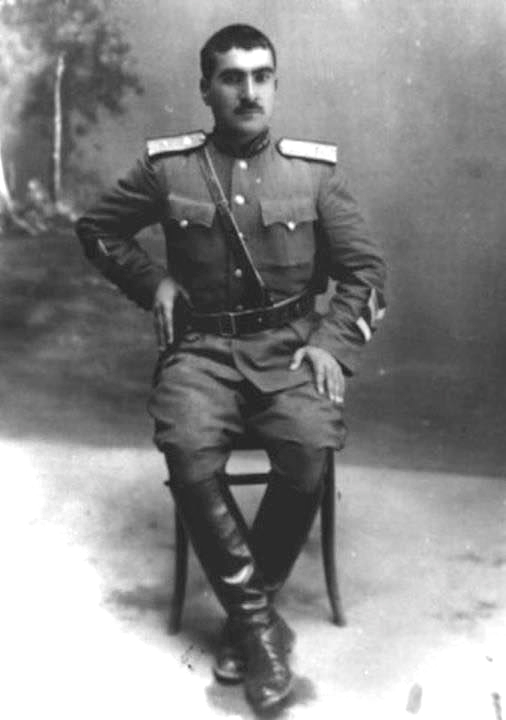
مصطفى البارزاني

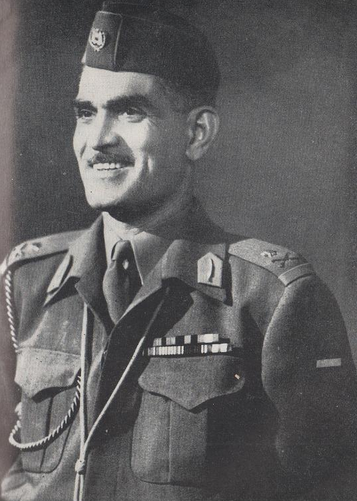
عبد الكريم قاسم

ثورة ايلول هي ثورة قامت في جبال المنطقة المعروفة محليا بمنطقة كردستان العراق في ايلول من عام 1961، بعد نجاح ثورة 14 تموز في عام 1958 قام عبد الكريم قاسم الذي كان رئيسا لوزراء العراق، بدعوة مصطفى البارزاني الذي كان رئيسا للحزب الديمقراطي الكوردستاني والذي كان لاجئا سياسيا في الاتحاد السوفيتي منذ عام 1945, للعودة إلى وطنه منهيا فترة غربته عن العراق. ولكن سرعانما تغيرت الظروف السياسيه في البلد واتجهت اتجاها مغايرا لطلبات البارزاني القومية مما حدى به إلى الجوء إلى جبال كوردستان ليعلن منها ثورته في أيلول من عام 1961 لنيل الحقوق القومية لشعب كوردستان الذي قامت معاهدة سايكس بيكو في عام 1916 بتجزئة وتقسيم ارضه بين ثلاثة أمم كبيرة هي الفرس والترك والعرب، لتدخل المنطقة في صراع دام ومرير إلى يومنا هذا . وسميت هذه الثورة في حينها بثورة ايلول .